# Dave Albritton
David Donald Albritton, detto Dave (Danville, 13 aprile 1913 – Dayton, 15 maggio 1994), è stato un altista e politico statunitense.

## Biografia
Nel 1936 prese parte ai Giochi olimpici di Berlino dove vinse la medaglia d'argento nel salto in alto dopo uno spareggio con lo statunitense Delos Thurber, che si aggiudicò la medaglia di bronzo, e il finlandese Kalevi Kotkas, che si classificò quarto.
A partire da quell'anno, e fino al 1950, fu in tutto sette volte campione nazionale di questa disciplina, nonché detentore del record mondiale insieme al connazionale Cornelius Johnson dal 12 luglio 1936 al 12 agosto 1937. I due furono i primi atleti neri a stabilire il record mondiale nel salto in alto.
Ritiratosi dalla carriera agonistica, Albritton divenne insegnante e allenatore di atletica leggera. Appartenente al Partito Repubblicano, fu rappresentante alla Ohio House of Representatives per sei mandati, dal 1961 al 1972. Nel 1980 fu inserito nella National Track & Field Hall of Fame degli Stati Uniti d'America.

## Record nazionali
- Salto in alto: 2,07 m ( New York, 12 luglio 1936) [1]

## Palmarès
| Anno | Manifestazione  | Sede    | Evento        | Risultato | Prestazione | Note |
| ---- | --------------- | ------- | ------------- | --------- | ----------- | ---- |
| 1936 | Giochi olimpici | Berlino | Salto in alto | Argento   | 2,00 m      |      |

## Campionati nazionali
- 7 volte campione statunitense di salto in alto (1936, 1937, 1938, 1945, 1946, 1947, 1950)